# Carico 300

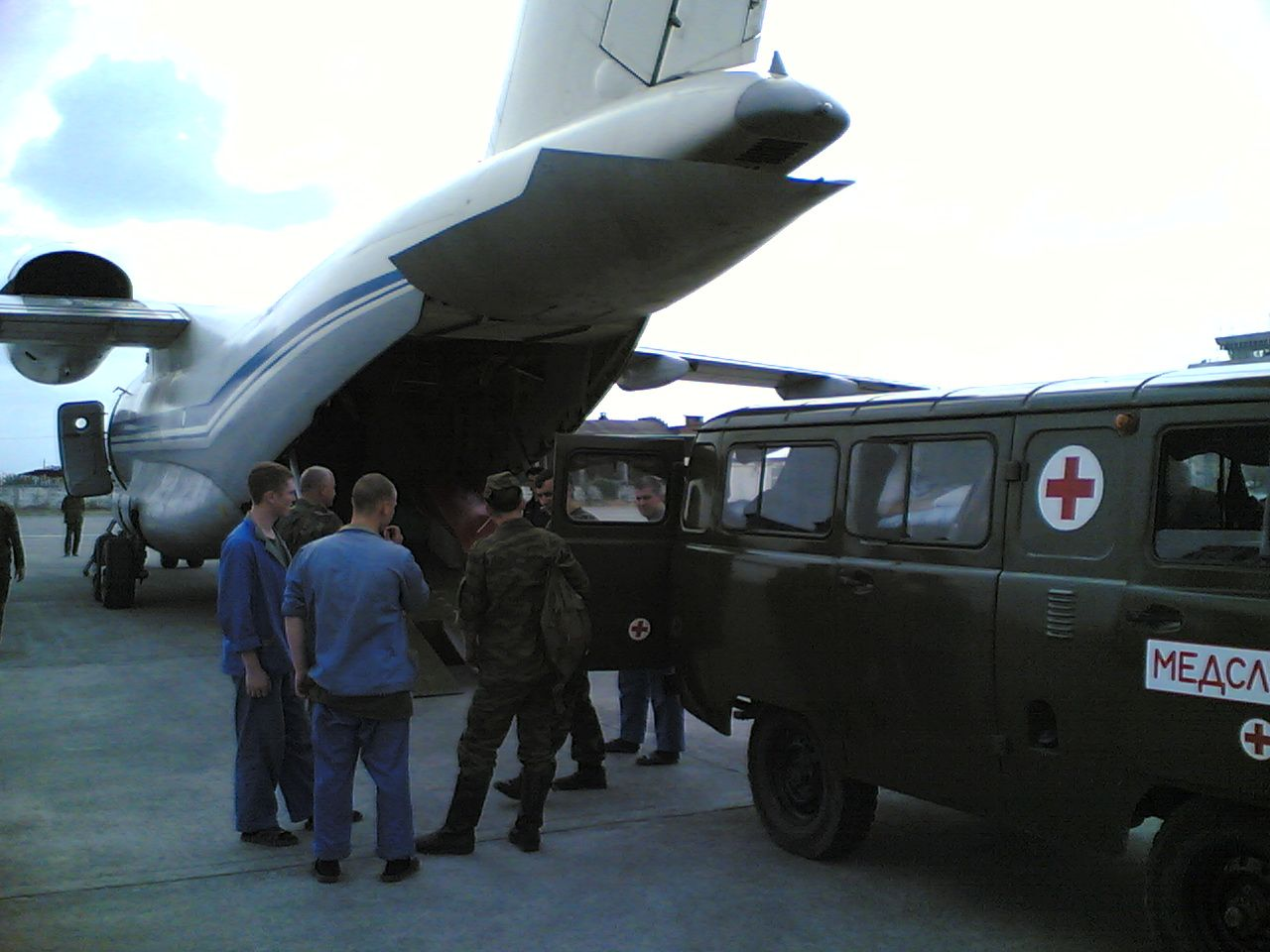
Aeroporto di Rostov sul Don, 2008. Un aereo da trasporto Antonov An-72 decollato dalla Cecenia, sbarca feriti evacuati per essere curati presso un ospedale militare

Carico 300 (in russo Груз 300?, Gruz trista; o anche semplicemente «300») è un termine gergale dell’ambito militare sovietico e post-sovietico, utilizzato nella lettera di vettura aerea per indicare il trasporto di uno o più soldati feriti, evuacuati dal luogo dei combattimenti per poter essere curati.
Il termine è diventato comune dopo la guerra in Afghanistan del 1979-1989. Spesso è utilizzato nelle comunicazioni operative dei servizi militari e speciali per indicare il numero di feriti (es: "abbiamo due trecento").

## Altri codici di trasporto
Di seguito l’elenco degli altri codici utilizzati:
- carico 100 – munizioni;
- carico 200 – trasporto o rimpatrio di salme;
- carico 400 – carcerati o prigionieri;
- carico 500 – medicinali;
- carico 600 – trasporto di un carico di grandi dimensioni;
- carico 700 - trasporto di soldi o beni di valore;
- carico 800 – armi "speciali" (nucleari) o chimiche.